# Jock Young
Jock Young (4 de marzo de 1942 – 16 de noviembre de 2013) fue un sociólogo y criminólogo británico.

## Biografía
Jock Young fue educado en la Escuela de Economía de Londres. Su doctorado fue una etnografía del consumo de drogas en el barrio de Notting Hill, al oeste de Londres, de la cual se desarrolló el concepto de pánico moral. La investigación fue publicada como The Drugtakers. Fue un miembro fundador de la Conferencia Nacional de la Desviación (National Deviancy Conference) y un grupo de criminólogos críticos con quienes escribió la fundacional La Nueva Criminología: Para una Teoría Social de la Desviación, en 1973, con Ian Taylor y Paul Walton, así como La Fabricación de Noticias (con Stan Cohen). 
Fue proclamado Profesor Distinguido de Justicia Criminal y Sociología en el Centro de Graduados de la Universidad de la Ciudad de Nueva York, Profesor visitante en la Universidad de Kent de Reino Unido, y miembro de la Royal Society of Arts. Antes de mudarse a Nueva York fue profesor de Sociología en la Universidad de Middlesex , donde fue director del Centro para la Criminología.
En Middlesex ideó el primer curso de postgrado en delincuencia y desviación en el Reino Unido, que continúa prosperando hasta hoy. Con sus colegas, en particular John Lea y Roger Matthews, desarrolló la perspectiva de izquierda realista criminológica en una serie de libros, entre ellos ¿Qué Hacer Acerca de la Ley y el Orden?. Completó su investigación en victimización criminal, políticas de parar y registrar, disturbios urbanos, y fue un frecuente colaborador en debates en medios de comunicación sobre delincuencia y policía. 
Fue investigador principal en la Investigación Gifford de 1985, luego de los últimos disturbios en Tottenham, al Norte de Londres. El Centro para la Criminología, conocido sobre todo por la izquierda realista criminológica y su serie de encuestas locales de victimización criminal, entre ellas, las Encuestas de Delito de Islingtonse que se realizaron en 1986 y 1990. En 1998 fue galardonado con el Premio Sellin-Glueck al Académico Internacional Destacado, por la Sociedad Americana de Criminología, seguido en 2003 por el Premio de Reconocimiento a la Trayectoria de la División de Criminología Crítica.
Posteriormente, sus intereses teóricos se orientaron a la criminología cultural, publicando con Jeff Ferrell y Keith Hayward (2008) Criminología Cultural: Una Invitación, que recibió el Premio del Libro Distinguido de la División Internacional de la Sociedad Americana de Criminología. Completó una trilogía de libros sobre la vida social y la investigación sociológica en la modernidad tardía, La Sociedad excluyente (1999), El Vértigo de la Modernidad Tardía (2007) y La Imaginación Criminológica (2011).
En los últimos cinco años, Jock Young publicó dieciséis artículos en prestigiosas revistas sobre temas que van desde el descenso de la criminalidad en Estados Unidos y Reino Unido, la teoría del pánico moral, Bernie Madoff, el crimen y la crisis financiera, el terrorismo y la inmigración. Veinte y siete de sus artículos fueron publicados como capítulos de libro, mientras que los ensayos de sus primeros trabajos en la década de 1970 hasta hoy en día se reproducen periódicamente en los lectores. Su obra ha sido traducida a once idiomas. En este período se dio más de treinta ponencias en conferencias internacionales y universidades, incluyendo la Universidad de Buenos Aries, Oxford, Rouen y Hamburgo. En 2011 Jock Young realizó la plenaria introductoria a la Conferencia Británica de Criminología y la Conferencia de Desviación de York. En 2012 fue galardonado con el Premio Logro Sobresaliente de la Sociedad Británica de Criminología. En los meses antes de su muerte estaba trabajando en un libro titulado Los Sueños de Merton y la Imaginación de Mills (recuperando aportes clásicos de Robert Merton y Wright Mills). En 2013 completó una nueva introducción a la edición aniversario de La Nueva Criminología.

## Vida personal
Jock Young nació en Midlothian, Escocia, hijo de un conductor de camiones. Murió de cáncer anaplásico de tiroides, el 16 de noviembre de 2013.

## Principales obras
- Young, J. (1971) The Drugtakers: the Social Meaning of Drug Use, London: Judson, McGibbon and Kee
- Taylor, I., Walton, P. & Young, J. (1973) The New Criminology: For a Social Theory of Deviance (International Library of Sociology), London: Routledge. ISBN 0-415-03447-7
- Lea, J., and Young, J. (1984) What is to be Done About Law and Order?, London: Penguin.
- Young, J. (1999) The Exclusive Society: Social Exclusion, Crime and Difference in Late Modernity. London; Thousand Oaks: Sage Publications. ISBN 0-8039-8151-1
- Young, J. (2007)  The Vertigo of Late Modernity, London: Sage Publications. ISBN 1-4129-3574-1
- Ferrell, J., Hayward, K., Young, J. (2008) Cultural Criminology: An Invitation, London: Sage.
- Young, J. (2011) The Criminological Imagination, Cambridge: Polity.

En español:
- Bergalli, Roberto; Young, Jock (1993). Sistema penal e intervenciones sociales: algunas experiencias nacionales, regionales y locales en Europa. Hacer Editorial. ISBN 9788485348909. Consultado el 8 de septiembre de 2016.
- Young, Jock (2001). La nueva criminología: contribución a una teoría social de la conducta desviada. Amorrortu. ISBN 9789505181872. Consultado el 8 de septiembre de 2016.
- Young, Jock; Bergalli, Roberto (2003). La Sociedad "Excluyente": Exclusión Social, Delito y Diferencia en la Modernidad Tardía. Marcial Pons. ISBN 9788497680349. Consultado el 8 de septiembre de 2016.